# Сиони (Марнеульский муниципалитет)
Сиони (груз. სიონი) — село в Грузии, на территории Марнеульского муниципалитета края (мхаре) Квемо-Картли.

## География
Село находится в юго-восточной части Грузии, на левом берегу реки Шулавери, на расстоянии приблизительно 19 километров (по прямой) к юго-западу от города Марнеули, административного центра муниципалитета. Абсолютная высота — 693 метра над уровнем моря.

## Население
По результатам официальной переписи населения 2014 года в Сиони проживало 192 человека (88 мужчин и 104 женщины). В национальной структуре населения грузины составляли 72 %, армяне — 25,9 %, греки — 2 %.
| Год  | Население, человек |
| ---- | ------------------ |
| 2002 | 351                |
| 2014 | ↘ 192              |